# Purda
Purda (niem. Groß Purden) – wieś w Polsce położona w województwie warmińsko-mazurskim, w powiecie olsztyńskim, w gminie Purda, około 15 km na południowy wschód od Olsztyna.
Miejscowość jest siedzibą gminy Purda.

## Historia wsi
Miejscowość znajduje się w historycznym regionie Warmia. Wieś założona została przez kapitułę warmińską w 1384 r.; kilkakrotnie niszczona, z czym wiązały się odnowienia lokacji wsi w 1417 i w 1503 r. Przed reformacją parafia w Purdzie należała do archiprezbiteratu w Dobrym Mieście. W 1861 r. większość mieszkańców była Niemcami. W 1863 roku miejscowi chłopi udzielali pomocy i schronienia polskim powstańcom. Rodzinna miejscowość działacza plebiscytowego Michała Zientary (1867-1937). W plebiscycie 1920 r. za Prusami oddano 389 głosów, a za Polską 192. Przed drugą wojną światową w Purdzie funkcjonowała polska szkoła, przedszkole i biblioteka. Nauczycielem w szkole był Tadeusz Pezała działacz oświatowy i harcerski zamordowany przez hitlerowców w obozie koncentracyjnym Sachsenhausen. W latach II wojny światowej znajdował się tu obóz jeńców polskich, rosyjskich i francuskich. We wsi znajduje się sporo domów z końca XIX wieku oraz 3 kapliczki przydrożne z XIX wieku.
W latach 1954-1972 wieś była siedzibą gromady Purda, po reformie administracji gminy Purda. W latach 1975–1998 miejscowość administracyjnie należała do województwa olsztyńskiego.

## Kościół św. Michała
Kościół parafialny w Purdzie wybudowano w latach 1500–1503. Po rozbudowie kościół konsekrował biskup warmiński Marcin Kromer w 1580 r. W roku 1929 kościół powiększony został o nawy boczne uzyskując plan krzyża. Drewniana wieża kościelna na kamiennej podmurówce i zwężających się ku górze ścianach z 1817 r. została przebudowana i rozbudowana w latach 1930–1933. Ołtarz główny barokowy z XVIII w. posiada obudowę mensy ołtarzowej z czerwonego marmuru, w środku obraz św. Michała walczącego ze smokiem, a po jego bokach rzeźby św. Antoniego i św. Franciszka. Ołtarze boczne na zakończeniu naw pochodzą z tego samego okresu. W kościele są ławki z końca XVI w., a w kruchcie kościoła rzeźba – grupa pasyjna z XVII w. Ozdobą prezbiterium jest obraz M.B. z Dzieciątkiem z 1611 r. ufundowany przez proboszcza Błażeja Rutę. Z dawnego wyposażenia kościoła zachowała się monstrancja rokokowa z 1775 r. oraz kielich z 1633 r. Już w XXI w. kościół ozdobiony został żyrandolami z rogów jelenich i ołtarzem myśliwskim (wykonanym z trofeów myśliwskich) św. Huberta. Na ścianach klasycystyczne freski z XIX w.